# Cloniocerus lamellicornis
Cloniocerus lamellicornis är en skalbaggsart som beskrevs av Stefan von Breuning 1950. Cloniocerus lamellicornis ingår i släktet Cloniocerus och familjen långhorningar.
Artens utbredningsområde är Kenya. Inga underarter finns listade i Catalogue of Life.